# さぬき東街道

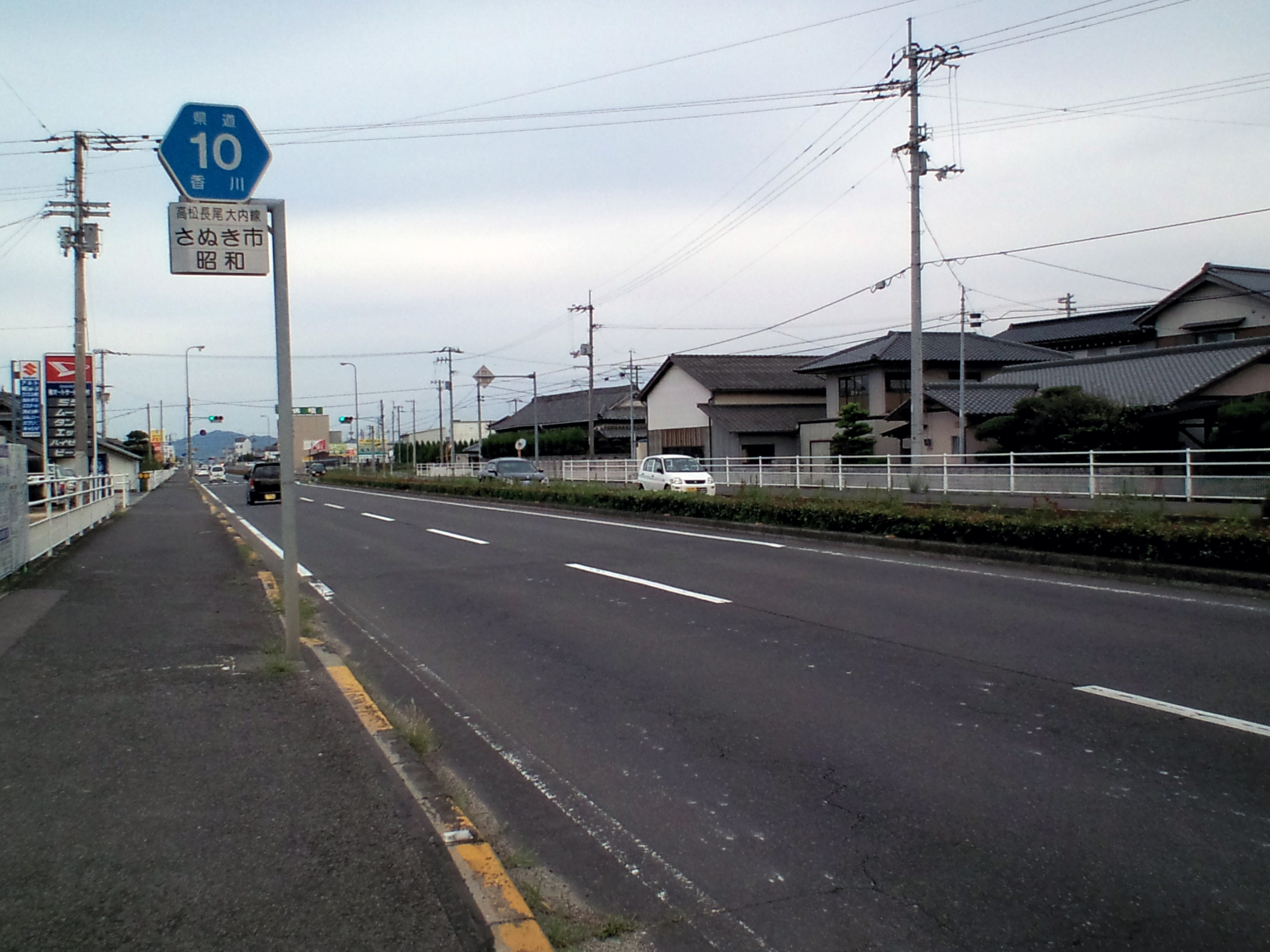
香川県道10号高松長尾大内線（さぬき東街道）
さぬき市昭和

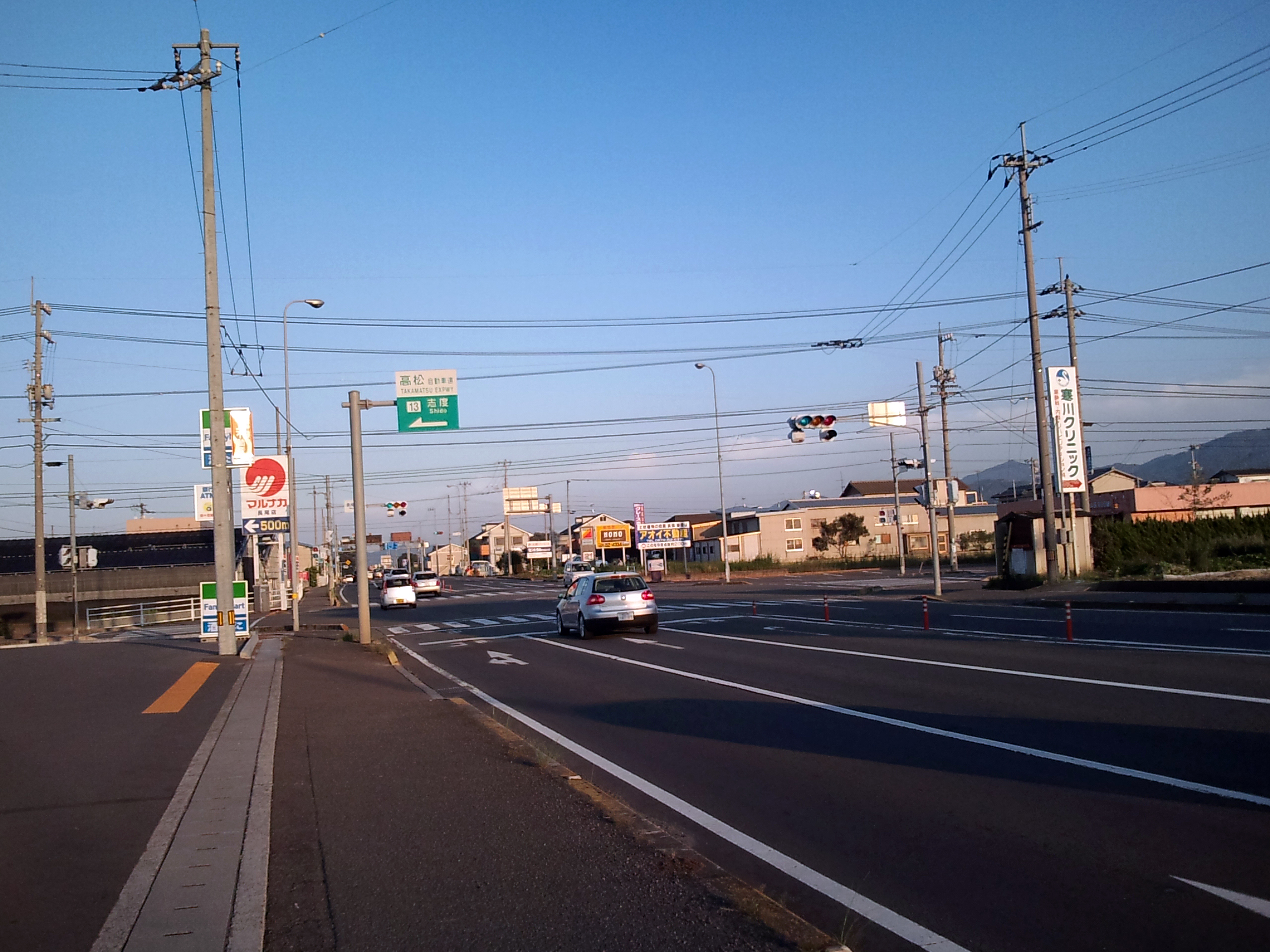
長尾中央交差点

さぬき東街道（さぬきひがしかいどう）は、香川県高松市春日町から東かがわ市に至る香川県道10号高松長尾大内線のバイパスである。長尾バイパスとも呼ばれる。現在は香川県道10号高松長尾大内線の県道本線として機能している。

## 概要
香川県道10号高松長尾大内線は古くから長尾街道と呼ばれ、国道11号（志度街道）などと並び、高松市と東讃地方（香川県東部）・徳島県方面を結ぶ南海道を、志度街道の支線として構成する地域の大動脈であった。しかし、街道として整備されたゆえに近辺には学校、郵便局、銀行、農協、スーパーマーケットなどの民生施設や、警察署や役場などの行政機関が立ち並んでおり歩行者や自転車の往来も激しく、それゆえに信号機や横断歩道も多数乱立され、往々にして自動車との交通摩擦が指摘され続けていた。さらに高松自動車道および高松東道路の登場で郊外地のモータリゼーションが進むなか、地域の施設を使用する交通弱者と、都市間長距離移動や郊外商業施設の利用を行う自動車との、交通の分割のための大規模道路の必要性が生じた。
この目的のために「さぬき東街道」（2001年に愛称決定）は、香川県道10号のバイパスとして建設された。従来の県道10号（長尾街道）で頻発していた渋滞の解消や新たな広域道路幹線網の形成等を目的に、高松市春日から東かがわ市町田丹生間を全線完成4車線で結び、完成と同時に香川県道10号高松長尾大内線の本線として供与されるようになった。2019年5月31日に大内工区が4車線化され、これによりさぬき東街道の全線が4車線で供用開始された。

### 路線データ
- 延長：25.64km
  - 春日工区：高松市春日町 - 高松市東山崎町 3.1km
  - 高松工区：高松市東山崎町 - 高松市十川西町 3.82km
  - 三木工区：高松市十川西町 - 木田郡三木町大字下高岡 4.57km
  - 長尾工区：木田郡三木町大字下高岡 - さぬき市寒川町石田西 4.53km
  - 寒川工区：さぬき市寒川町石田西 - さぬき市大川町富田西 2.64km
  - 大川西工区：さぬき市大川町富田西 - さぬき市大川町田面 4.18km
  - 大内工区：さぬき市大川町田面 - 東かがわ市町田 5.6km
- 規格：第4種第1級または第3種2級
- 車線数：完成4車線
- 道路幅員：25.0m-19.0m
- 車線幅員：6.5m
- 設計速度：50km/h-60km/h
- 制限速度：
- 事業化：1973年度

## 沿革
- 1973年 - 高松長尾大内線バイパス事業（寒川工区）着手
- 1979年 - 高松工区着手
- 1980年 - 長尾工区及び大川西工区着手
- 1988年 - 三木工区着手
- 1994年 - 大内工区着手
- 1996年 - 春日工区着手
- 2001年2月13日 - 高松長尾大内線バイパスの愛称が「さぬき東街道」に決定
- 2008年3月 - 渋滞が多発していた高松市東山崎町区間が4車線化
- 2019年5月31日 - 全線4車線化[1]

## 通過する自治体
- 香川県
  - 高松市 - 木田郡三木町 - さぬき市 - 東かがわ市

### 道の駅
- 道の駅みろく

## 交通量
| 路線名       | 地点名               | 平日24時間交通量（台） | 車線      |
| ------------ | -------------------- | ---------------------- | --------- |
| さぬき東街道 | 木田郡三木町大字井戸 | 20,296                 | 4車線     |
| 国道11号     | 高松市牟礼町大町     | 22,299                 | 2車線     |
| 高松東道路   | 木田郡三木町大字井上 | 12,358台               | 暫定2車線 |

（平成17年度道路交通センサス）

## 地理

### 河川
※括弧内は交差地点
- 新川 (木田郡三木町氷上)
  - 吉田川 (木田郡三木町田中)
- 鴨部川 (木田郡三木町井戸・さぬき市長尾)
  - 地蔵川 (さぬき市寒川)
- 津田川（さぬき市富田東）
  - 栴檀川（さぬき市寒川）
  - 爛川（さぬき市富田西）
  - 本村川（さぬき市大川町）
- 北川（東かがわ市土井・東かがわ市町田）

## 沿線
- 中国銀行 高松東支店
- ハローズ高松春日モール
- フレスポ高松1(下り線/三木・さぬき市・東かがわ市方面行き車線)
- フレスポ高松2(上り線/高松市春日方面行き側車線)
- 高松琴平電気鉄道長尾線 水田駅
- ハローズ六条モール
- JA香川 高松南支部
- エブリイ六条モール
- フジグラン十川モール
- あいあいタウン
- 宝蔵院極楽寺（さぬき三十三観音霊場巡礼 8番札所）
- 大川広域西消防署 寒川分署
- 香川県立石田高等学校
- イオンタウン寒川
- さぬき市立さぬき南小学校
- みろく自然公園
- 道の駅みろく
- 東昭寺（真言宗善通寺派寺院）
- 法林寺（日蓮正宗寺院）
- 大内郵便局